# 남외중학교
남외중학교(南外中學校)는 대한민국 울산광역시 중구 남외동에 있는 공립 중학교이다.

## 학교 연혁
- 2007년 3월 2일 : 남외중학교 개교
- 2007년 3월 5일 : 제1회 입학식(입학생수 281명)
- 2010년 2월 12일 : 제1회 졸업식(졸업생 수 341명)
- 2022년 9월 1일 : 제8대 김형철 교장 취임
- 2025년 1월 8일 : 제16회 졸업식(졸업생 수 221명, 졸업생 누계 5,069명)
- 2025년 3월 4일 : 제19회 입학식(입학생 수 265명)

## 참고 자료
- 남외중학교 - 한국교육학술정보원 학교알리미